# Doma TV
Doma TV ist ein kroatischer privater Special-Intrest-Fernsehsender und nahm am 2. Januar 2011 den Sendebetrieb auf. Neben Doma TV betreibt die United Group in Kroatien noch den Sender Nova TV.
Das Programm ist auf ein weibliches Publikum ausgerichtet und besteht aus Serien, Spielfilmen, Reality-Shows, Lifestyle-Formaten, Unterhaltungsmagazinen und Dokumentationen.

## Sendungen
- Anna und die Liebe
- Die Tudors
- So you think you can dance
- Doma IN
- Mom’s World